# Industrias CH
Industrias CH est une entreprise mexicaine fondée en 1938, et faisant partie de l'Índice de Precios y Cotizaciones, le principal indice boursier de la bourse de Mexico. Industrias CH est un des principaux aciéristes du pays.